# Laurent-Charles Féraud
Pour les articles homonymes, voir Féraud.
Laurent-Charles Féraud né le 5 février 1829 à Nice et mort le 19 décembre 1888 au Maroc, est un arabisant français. Impliqué comme interprète dans la colonisation militaire de l’Algérie puis diplomate, il est considéré comme un référent historique important du Constantinois.

## Variations sur ses prénoms
Selon l’état-civil, il est Laurent Charles Féraud (sans trait d’union entre les deux prénoms). Ses œuvres sont souvent signées de son prénom usuel Charles, mais on trouve aussi L. Féraud, L. Charles Féraud, avec ou sans trait d’union. Au fil de ses publications, Féraud lui-même a ainsi plusieurs fois varié dans l'usage et la présentation de ses deux prénoms. La forme « Laurent-Charles », retenue par la B.N.F., le SUDOC et d'autres auteurs ou éditeurs actuels, représente une interprétation et une normalisation contemporaines.

## Biographie
Issue d'une lignée de militaires, il est interprète militaire auprès du général commandant la division de Constantine lorsqu'il est décoré de la Légion d'honneur en 1860, il venait de passer interprète principal de l'armée d'Afrique employé auprès du gouverneur général de l'Algérie à Alger lorsqu'il est élevé au rang d'officier du même ordre en 1872.
 Aquarelliste de talent, il est le témoin, par ses dessins, de la conquête de l'Algérie, de ses paysages et de ses types humains. La valeur documentaire et artistique de sa production dessinée lui a valu d'être réunie en volume et publiée en 2010. En immersion dans la réalité coloniale, Féraud est également l'auteur de plusieurs ouvrages sur l'histoire algérienne. 
Cet arabisant distingué et homme de renseignements est admis à la retraite en janvier 1880. Il se reclasse dans la diplomatie à l'issue de sa carrière militaire. Consul général de France à Tripoli (Libye) de 1879 à 1884, Charles Destrées lui succède à ce poste. Il est ensuite promu ministre plénipotentiaire à Tanger. Il fut élevé au rang de commandeur de la Légion d'honneur le 30 décembre 1882.

## Distinctions
- Commandeur de la Légion d'honneur (1882).

## Sources
- Dossier de Légion d'honneur de Laurent Charles Féraud.